# Вах, Йоахим
Йоахим Эрнст Адольф Феликс Вах (нем. Joachim Ernst Adolphe Felix Wach; 25 января 1898, Хемниц, Германская империя — 27 августа 1955, Орселина, кантон Тичино, Швейцария) — немецко-американский протестантский теолог, социолог, религиозный деятель, историк религии, один из самых выдающихся религиоведов.

## Биография
Внук Адольфа Ваха, известного юриста.
Поступил в 1918 году в Лейпцигский университет. Затем, ученик Фридриха Хайлера в Мюнхене и Эрнста Трёльча в Берлинском университете. Затем вернулся в Лейпциг изучать восточные языки, историю и философию религии. В 1922 году получил степень доктора философии (PhD) за диссертацию «Основания феноменологии концепции спасения», опубликованной под названием «Der Erlosungsgedanke und seine Deutung».
В 1929—1935 годах  — профессор истории религии в Лейпцигском университете
После прихода к власти в Германии фашистов был уволен и переехал в США, где до 1945 года работал преподавателем Брауновского университета в городе Провиденсе, штата Род-Айленд. В 1945—1955 годах читал лекции в университете Чикаго.
Среди его известных учеников в Чикаго был Джозеф М. Китагава.

## Научная деятельность
Внёс значительный вклад в области социологии религии. Ему приписывают введение в американскую науку феноменологического метода анализа и практики религиозных верований.
Создатель научной дисциплины, известной как сравнительное изучение религии (Religionswissenschaft) в университете Чикаго. Считается основателем, так называемой, Чикагской школы, из которой вышли такие влиятельные учёные, как Мирча Элиаде.
Религия понималась Й. Вахом как автономная и идеогенетическая область культуры, сформированная опытом sacrum (священного). Religionswissenschaft конституировалась учёным в единстве сравнительного, феноменологического и психологического подходов к религии. Ввёл понятия трёх различных аспектов (компонентов) религии: теоретический (Учение), практический (Поклонение) и социологический (Организация), затем принятые большинством религий.
В своей работе «Наука о религии: пролегомены к её научному теоретическому обоснованию» (Religionswissenschaft: Prolegomena zu ihrer wissenschaftstheoretischen Grundlegung, 1924), Вах настаивал на целостности и автономии истории религии, которая должна быть свободна от богословия и философии религии.

«Задача науки о религии в том, чтобы изучать и описывать эмпирические религии. Она ищет описательного понимания; это не нормативная дисциплина. Когда она получила понимание исторического и систематического аспектов конкретных религиозных форм, её задача выполнена».
Программа Ваха была сосредоточена на понимании, что привело его к написанию трёхтомной работы о развитии герменевтики в XIX веке (Das Verstehen, 1926—1933). Первый том рассматривал герменевтические теории таких мыслителей, как Ф. Шлейермахер, Г. А. Аст, Ф. А. Вольф, Август Бок и Вильгельм фон Гумбольдт. Второй том имел дело с богословской герменевтикой от Шлейермахера до Иоганна фон Гофмана, а третий был посвящён исследованию теорий исторической герменевтики от Леопольда фон Ранке до исторического позитивизма. Несомненно, Вах ощущал необходимость установить твёрдые герменевтические основания истории религии.
Несмотря на склонность к герменевтическому подходу, Вах был убеждён, что религиоведение (Religionswissenschaft) не должно терять своего эмпирического характера.
Среди сочинений Й. Ваха на английском языке опубликованы «Социология религии» (1944), «Types of Religion» (1957), «Сравнительное изучение религий» (The Comparative Study of Religions, 1958).

## Избранные труды
- Der Erlosungsgedanke und seine Deutung (Leipzig, 1922)
- Religionswissenschaft: Prolegomena zu ihrer wissenschaftstheoretischen Grundlegung (Leipzig 1924)
- Das Verstehen: Grundzuge einer Geschichte der hermeneutischen Theorie im 19. Jahrhundert, 3 vols. (1926—1933; reprint, Hildesheim, 1966).
- Sociology of Religion (Chicago, 1944).
- Types of Religious Experience: Christian and Non-Christian (Chicago, 1951).
- The Comparative Study of Religions (New York, 1958).
- Understanding and Believing: Essays (New York, 1968).